# Cynomya mortuorum
Cynomya mortuorum är en tvåvingeart som först beskrevs av Carl von Linné 1761.  Cynomya mortuorum ingår i släktet Cynomya och familjen spyflugor. Arten är reproducerande i Sverige. Inga underarter finns listade i Catalogue of Life.

## Bildgalleri

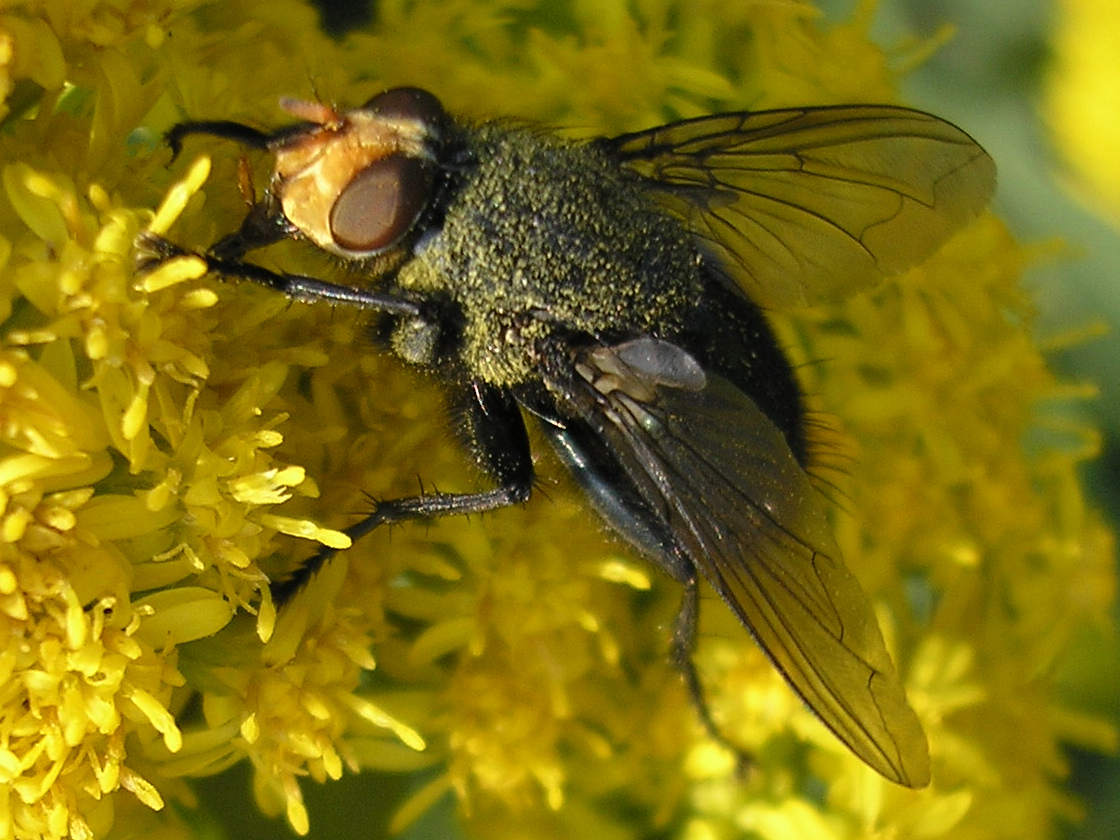
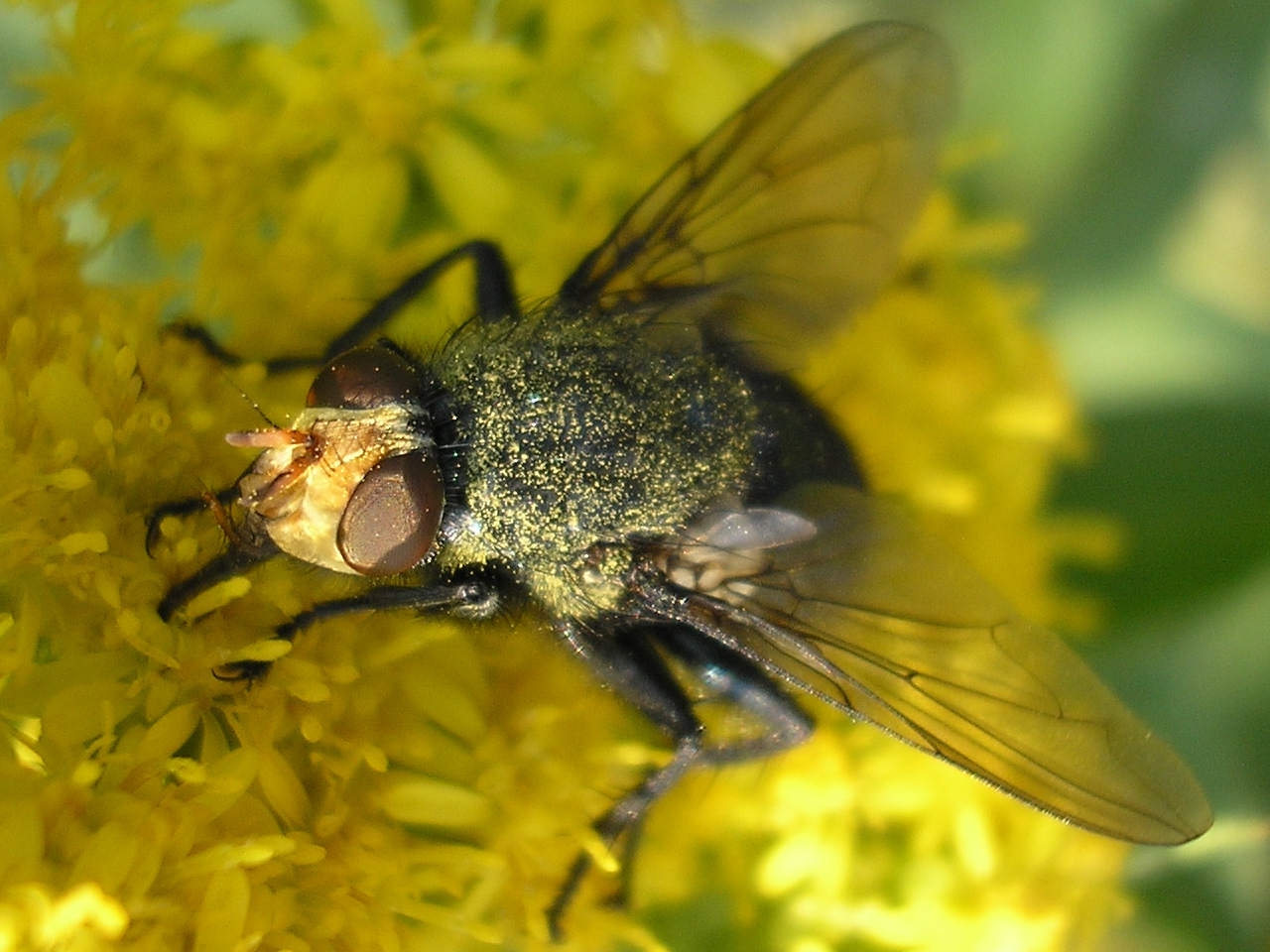
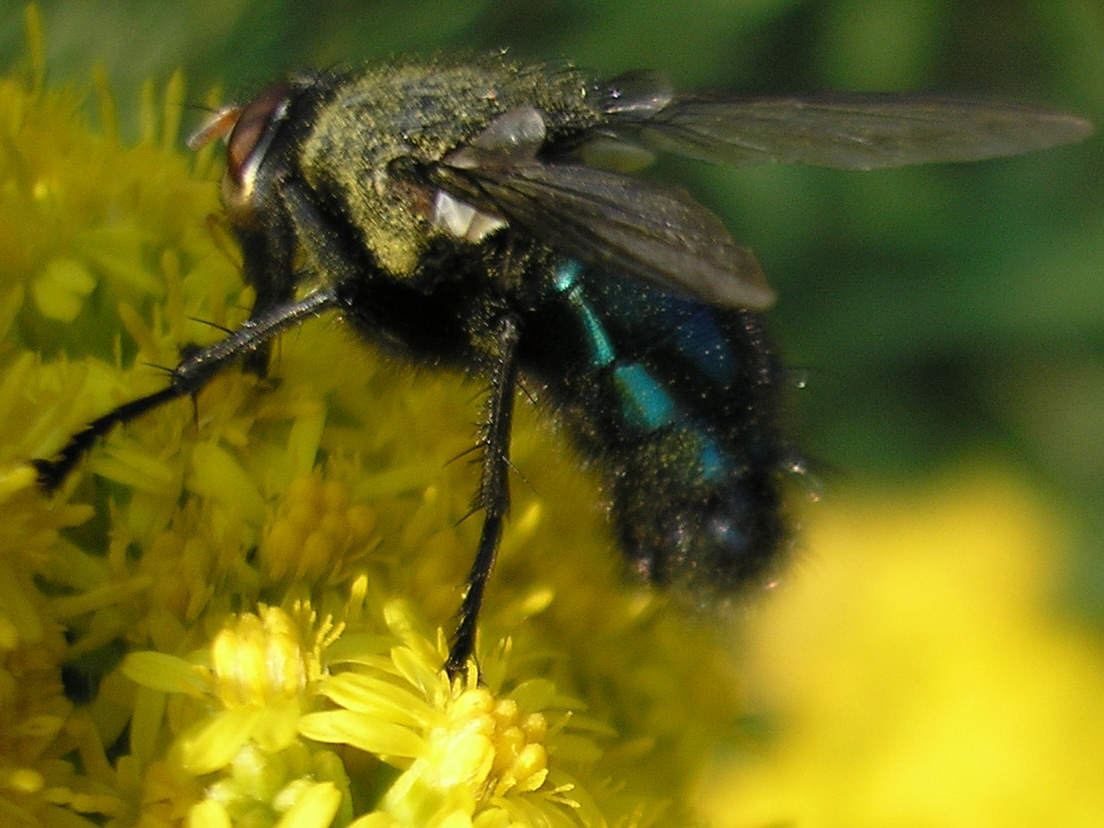
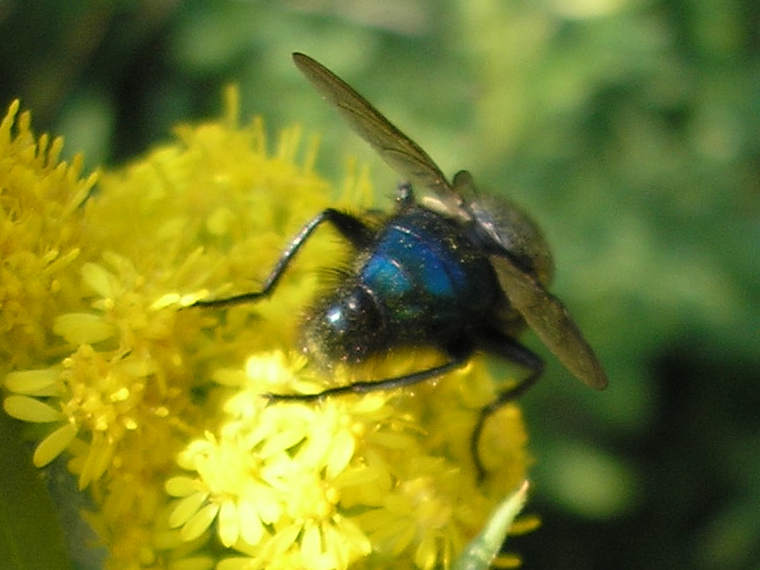
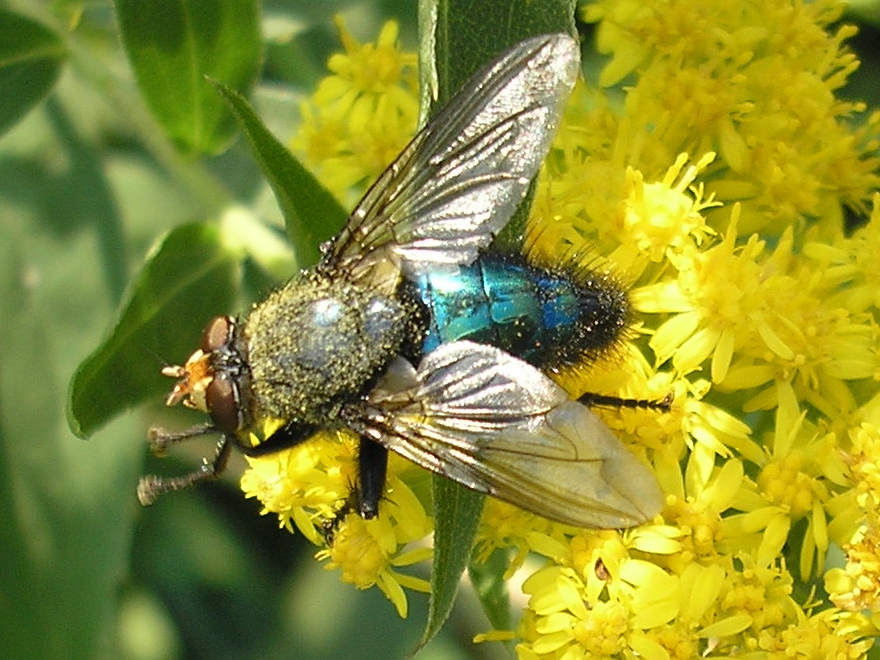
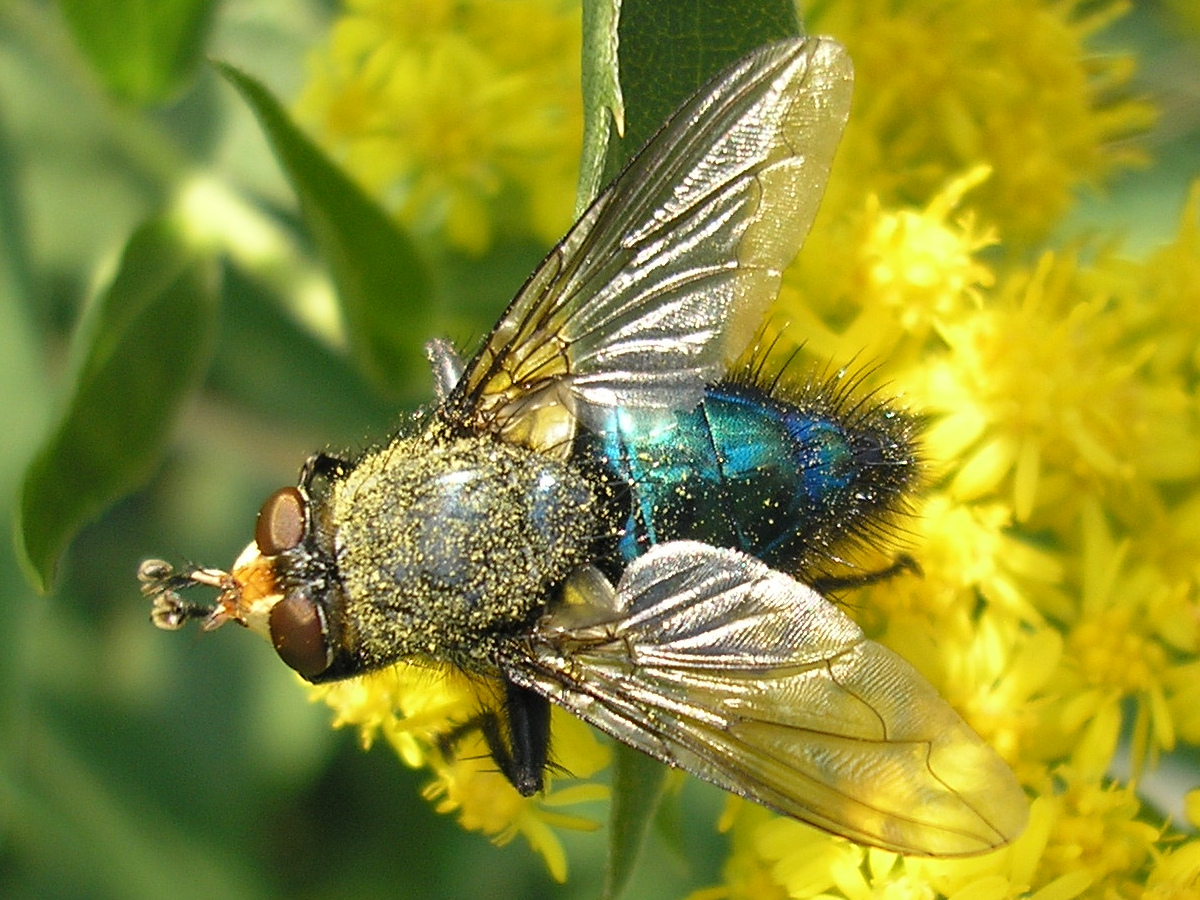